# Вязовок (Хорольский район)
Вязовок (укр. В'язівок) — село,
Андреевский сельский совет,
Хорольский район,
Полтавская область,
Украина.
Код КОАТУУ — 5324880303. Население по переписи 2001 года составляло 207 человек.

## Географическое положение
Село Вязовок находится на расстоянии в 1 км от села Софино и в 2-х км от села Андреевка.
По селу протекает пересыхающий ручей с запрудой.

## История
- XVIII век — дата основания.
- Село указано на специальной карте Западной части России Шуберта 1826-1840 годов [2]
- До 1941 было 2 села Вязовок[3] и Цуголово[3]. но в документах до 1917 года как 1 хутор[4], а 1912 деревня